# Federico Tavola
Federico Tavola (Lecco, 2 settembre 1976) è uno scrittore, autore televisivo e fisico italiano.

## Biografia
Nato a Lecco il 2 settembre 1976 si laurea in fisica dei biosistemi all'Università degli Studi di Milano, dove insegna, si occupa di divulgazione scientifica e ha svolto attività di ricerca nel campo della fisica medica.
Nel 2014 conia, assieme all'autore Gregorio Pastore, il termine permeismo, per indicare quella forma di relativismo assoluto con cui sempre più individui pretendono di essere competenti su qualsiasi argomento a prescindere dalle loro conoscenze. Permeismo compare per la prima volta all’interno del pamphlet il Permeista – Fenomenologia dell’Homo Insapiens, pubblicato dagli stessi autori con lo pseudonimo Jon Chisciotte.
Nel 2021 pubblica edito da Feltrinelli Libero di sognare, l'autobiografia di Franco Baresi, che il campione del mondo di calcio si è infine deciso ad affidare alla bella penna di Federico Tavola, l'amico scrittore che gliela proponeva da tempo scontrandosi con la proverbiale riservatezza del milanista del secolo.
Nel 2021 crea la serie documentario Facing Fate nel tentativo di comprendere come il potere dell'immaginazione possa aiutare a superare le difficoltà della vita.

## Opere
- 2011 - Che bella vita, Mursia. Prefazione di Andrea G. Pinketts. ISBN 9788842546290.
- 2013 - Ucciderai corrotti e infedeli, Mursia. ISBN 9788842552055.
- 2014 - il Permeista – Fenomenologia dell’Homo Insapiens, Iabaduu. ISBN 9788890976407.
- 2021 - Libero di sognare, Feltrinelli.